# Vườn quốc gia Birougou
Vườn quốc gia Birougou hay Vùng đất ngập nước Monts Birougou là một vườn quốc gia nằm ở trung tâm phía nam của Gabon. Nó bảo vệ khu vực rừng mưa dày đặc của Dãy núi Chaillu và là một trong hai nơi tìm thấy loài khỉ đuôi chó đặc hữu, một loài được tìm thấy vào năm 1988. Tên của nó được lấy theo tên của núi Birougou cao 975 mét là một trong những đỉnh núi cao nhất Gabon.
Do tầm quan trọng cả về giá trị văn hóa lẫn tự nhiên, vườn quốc gia này đã được thêm vào danh sách Di sản thế giới dự kiến vào ngày 20 tháng 10 năm 2005. Một phần của vườn quốc gia cũng đã được chỉ định là vùng đất ngập nước có tầm quan trọng quốc tế theo Công ước Ramsar từ năm 2007.